# David Rangel Pastor
David Rangel Pastor (València, 25 de juliol de 1979) és un exfutbolista professional valencià, que ocupava la posició de porter.

## Trajectòria
Comença a destacar al Burjassot, d'on passa al filial del València CF. Puja al primer equip a la temporada 03/04, en la qual és suplent de Cañizares. Tot i jugar només un encontre, eixe any el València acaba campió de Lliga i de la UEFA.
No continua i marxa a la UE Lleida. Amb els catalans, per aquell temps a la Segona Divisió, hi juga 46 partits entre 2004 i 2006. La carrera del porter prossegueix per equips de Segona Divisió B, com l'Hèrcules CF (06/07), l'Alzira (07/08), l'Ontinyent CF (08/10), el CE Castelló (10/11), l'Alabès (11/12), l'Ontinyent (12/13), el CE Alcoià (13/14) i l'Olímpic de Xàtiva (14/15), on es va retirar.